# 何塞·佩德羅·塞阿
何塞·佩德羅·塞阿（西班牙語：José Pedro Cea，1900年9月1日—1970年9月18日）是一名乌拉圭足球运动员，生前司職前锋，他還是一位足球教练。
何塞·佩德羅·塞阿於1923年11月首次代表烏拉圭國家足球隊出场，並且幫助烏拉圭奪得1923年南美足球锦标赛、1924年南美足球锦标赛、1924年夏季奥林匹克运动会男子足球項目、1928年夏季奥林匹克运动会男子足球項目冠軍。  
他也是1930年國際足協世界盃上的烏拉圭國家隊隊內头号射手。他在1930年國際足協世界盃決賽烏拉圭对阵阿根廷的比赛中的第57分钟打进一球，将比分扳成2-2，最終乌拉圭以4-2的比分贏得這場比賽並且奪得此屆世界杯的冠軍。